# Harry Sacksioni
Harry Sacksioni (Amsterdam, 23 oktober 1950) is een Nederlands gitarist.

## Biografie
Sacksioni werd geboren als zoon van oud-Ajaxspeler en voormalig sigarenboer Harry Sacksioni (1921-2018) en Rie van Etteger.
Hij speelde rond 16-jarige leeftijd bij de junioren en in het tweede elftal van AFC Ajax. Van trainer Rinus Michels moest hij kiezen tussen topsport en gitaarspelen.
Hij werd in de jaren zeventig bekend om zijn akoestisch gitaarspel, dat hij vooral door zijn samenwerking met Herman van Veen onder de publieke aandacht kon brengen. Zijn composities spreken, bij gitaristen en anderen, zeer tot de verbeelding. Beroemde stukken zijn onder meer Meta Sequoia, Vensters, Elixer, Thee bij tante Josephine, Bello en Paddentrek. Verreweg het meeste van zijn oeuvre bestaat uit eigen composities, van een hoofdzakelijk instrumentaal karakter. Reeds vanaf zijn eerste plaat (1975) liet hij zich bij zijn gitaarcomposities door andere instrumenten begeleiden, variërend van een banjo, viool of tuba tot een band, orkest of menigte autoclaxons. Sacksioni werkte jaren samen met Herman van Veen en Erik van der Wurff. Ook werkt hij af en toe samen met Raymond van het Groenewoud, Frank Boeijen en vele anderen uit de Nederlandse muziekscene. Gitaristen gebruiken zijn composities voor gitaarsolo graag als studiemateriaal. Sacksioni treedt al 40 jaar op in Nederlandse theaters, maar is ook geregeld in het buitenland te vinden als uitvoerend artiest. Op 9 mei 2009 werd hij tijdens zijn 40-jarige jubileumvoorstelling De Sacksioni Methode in de Agnietenhof in Tiel onderscheiden als ridder in de Orde van Oranje-Nassau. Hij is meermaals uitgeroepen tot 'Beste akoestische gitarist van de Benelux'. Als artiest legt Sacksioni geen nadruk op commercieel succes. Hierdoor komt hij weinig via radio en televisie onder de publieke aandacht. Hij brengt zijn platen alleen nog in eigen beheer en op zijn eigen label uit, als protest tegen de hoge prijzen van cd's.

## Gitaren
Sacksioni bespeelt tijdens een concert meerdere gitaren. Voor een tournee maakt hij de keuze uit zijn collectie akoestische en elektrische modellen, afhankelijk van de sfeer en de (gitaar)stemming van de composities. Hij speelt zowel 6-snarige als 12-snarige gitaren, waaronder een enkel exotisch model. Een bijzondere gitaar is een door Bert Kwakkel gebouwde gitaar met dubbele hals, de ene helft elektrisch en de ander akoestisch om tijdens het nummer te kunnen wisselen zonder van gitaar te wisselen. Een bekend 'handelsmerk' zijn Harry's causerieën, humoristische verhaaltjes en anekdotes waarmee hij zijn muziekstukken in-, uit- of begeleidt. Een enkele maal zet hij ook een ander medium in (zoals film) of duikt er onverwachts een gastmuzikant op.
In het najaar van 2008 bracht hij een tweetal boeken en een dvd uit over zijn gitaarspeeltechniek, getiteld De Sacksioni Methode, waarin alle aspecten van het gitaarspelen, van de basisbeginselen tot gevorderde vingertechnieken, uiteen werden gezet.

## Discografie

### Albums
- Harry Sacksioni: gitaar (1975)
- Vensters (1976)
- Om de hoek (1978)
- Amsterdam (1978)
- Het dubbelleven van Holle Vijnman (1980)
- Das Doppelleben von Holle Feinmann (1980)
- Live in Amsterdam (1980)
- Strikt persoonlijk (1981)
- Ganz persönlich (1981)
- Gitaren (1982)
- Music for the Millions: Harry Sacksioni (1983)
- Nachtjournaal (1984)
- Spätnachrichten (1984)
- Amice (1985)
- Music for the Millions: Harry Sacksioni - Amice (1985)
- Optima Forma - live (1987)
- Harry Sacksioni (1987)
- Romantic Gala (1988)
- Intimate Strangers (1990)
- Who's Pulling the Strings (1993) Voor deze cd ontving hij een Edison
- The Collection (1995)
- Who's Pulling the Strings / Intimate Strangers (1995, 2CD)
- Optima Forma - live (1996, heruitgave)
- Piste (1998)
- Oorsprong (1998)
- Oorsprong (2001, heruitgave)
- 3 Originals - Harry Sacksioni (2001)
- Helden - Live (2001)
- The Five Great Guitars - Live (2003) naar aanleiding van een tournee die hij maakte samen met de gitaristen Jan Kuiper, Eric Vaarzon Morel, Digmon Roovers en Zou Diarra
- CITY! - Live in Concert (2006)
- Tijdgeest - In box samen met de dvd "Heart Labour" en anekdoteboekje "Dat kunnen ze allemáál wel zeggen" (2009)
- Adrenaline (2010)
- While my guitar gently weeps... (2012)
- Vijfenzestig (2015)
- Once Upon a time... (2017)
- Love of my life (2024)
- The Story Tellers: Guitar Heroes (2025) - samen met Syb van der Ploeg en Maarten Peters

### Singles
- Het dubbelleven van Holle Vijnman / Prikklok 07.45 uur (1979)
- Herman van Veen, Erik van der Wurff & Harry Sacksioni (1981)
- Suikerspin / Marco Polo (1981)
- Nachtjournaal / Escapade (1984)
- Je moet eerst vliegen / De telganger (1985)
- Paddentrek / Yeti (1987)
- Alter Ego / Bath Blues (1990)
- Fuerteventura / Arena (1994)
- The Killy Killy Song (1994)
- Jessica / Masai Mara (1994)
- Meta Sequoia / Axel F.: Toerist (1998)
- De paddentrek (2008)
- De Ierse Kust / Oorsprong  (1998)
- Lenno (live) / Helden  (2001)

## Publicatie
- Dat kunnen ze allemáál wel zeggen... (boek, 2020)

## Trivia
- Sacksioni schreef de muziek voor de televisiequiz Denktank.
- Arriva rijdt in de Achterhoek met treinstel 10257, dat de naam Harry Sacksioni draagt.
- Sacksioni was veertig jaar slachtoffer van een vrouwelijke stalker. Hij heeft dit, na geruime tijd, in diverse televisieprogramma's aan de kaak gesteld omdat er toen geen wetgeving tegen belaging was. Na een bezoek van Tweede Kamerlid Boris Dittrich heeft deze een initiatiefwetsvoorstel tegen stalking geschreven en door de Tweede en Eerste Kamer geloodst.